# Klosterwald (Naturschutzgebiet)
Das Naturschutzgebiet Klosterwald liegt im Landkreis Schmalkalden-Meiningen in Thüringen nördlich von Hümpfershausen, einem Ortsteil der Stadt Wasungen. Östlich verläuft die Landesstraße L 2618, westlich fließt der Kohlbach, ein Quellfluss des Rosabaches, durch das nördlich gelegene 42,8 ha große Naturschutzgebiet Hofberg. Im südwestlichen Teil des Gebietes erhebt sich der 576 Meter hohe Gotteskopf.

## Bedeutung
Das 83,8 ha große Gebiet mit der NSG-Nr. 472 wurde im Jahr 2006 unter Naturschutz gestellt. 